# Blaise Cendrars

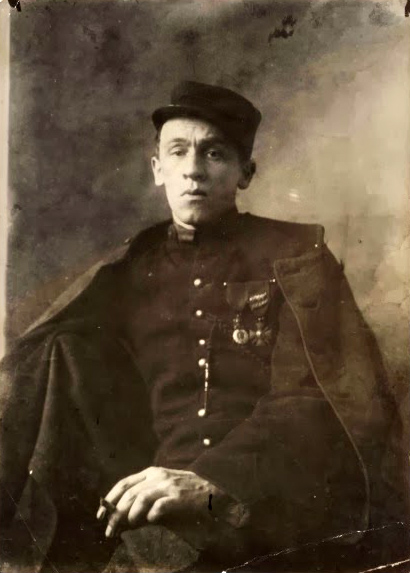
Blaise Cendrars, 1916, hier mit dem Croix de guerre

Blaise Cendrars (* 1. September 1887 in La Chaux-de-Fonds, Kanton Neuenburg; † 21. Januar 1961 in Paris; eigentlicher Name Frédéric-Louis Sauser) war ein französischsprachiger Schweizer Schriftsteller der literarischen Moderne und ein Abenteurer und Journalist. Seine Reisen führten ihn mehrfach um die Erde.

## Leben

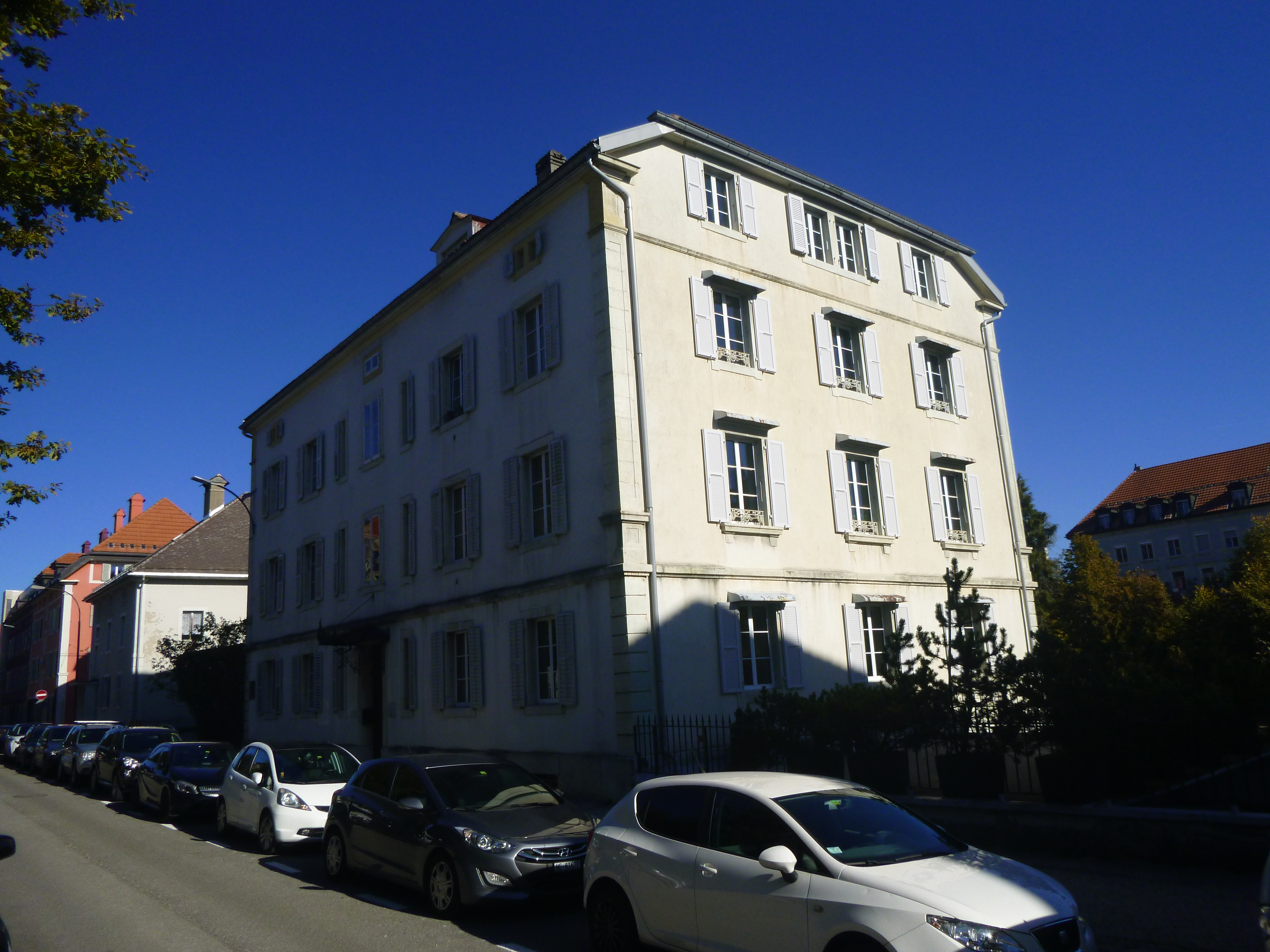
Das Geburtshaus Rue de la Paix 27 in La Chaux-de-Fonds

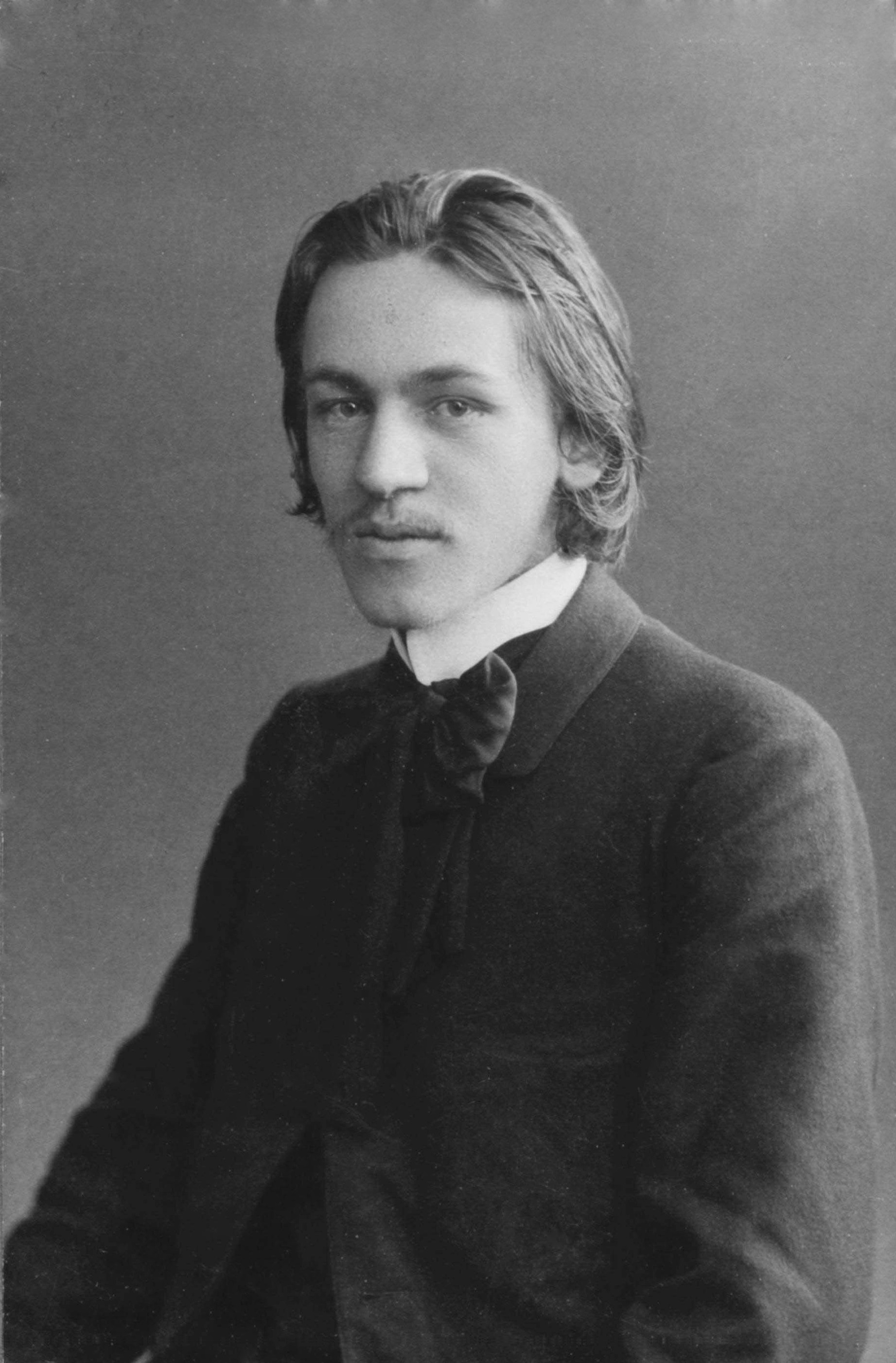
Blaise Cendrars um 1907

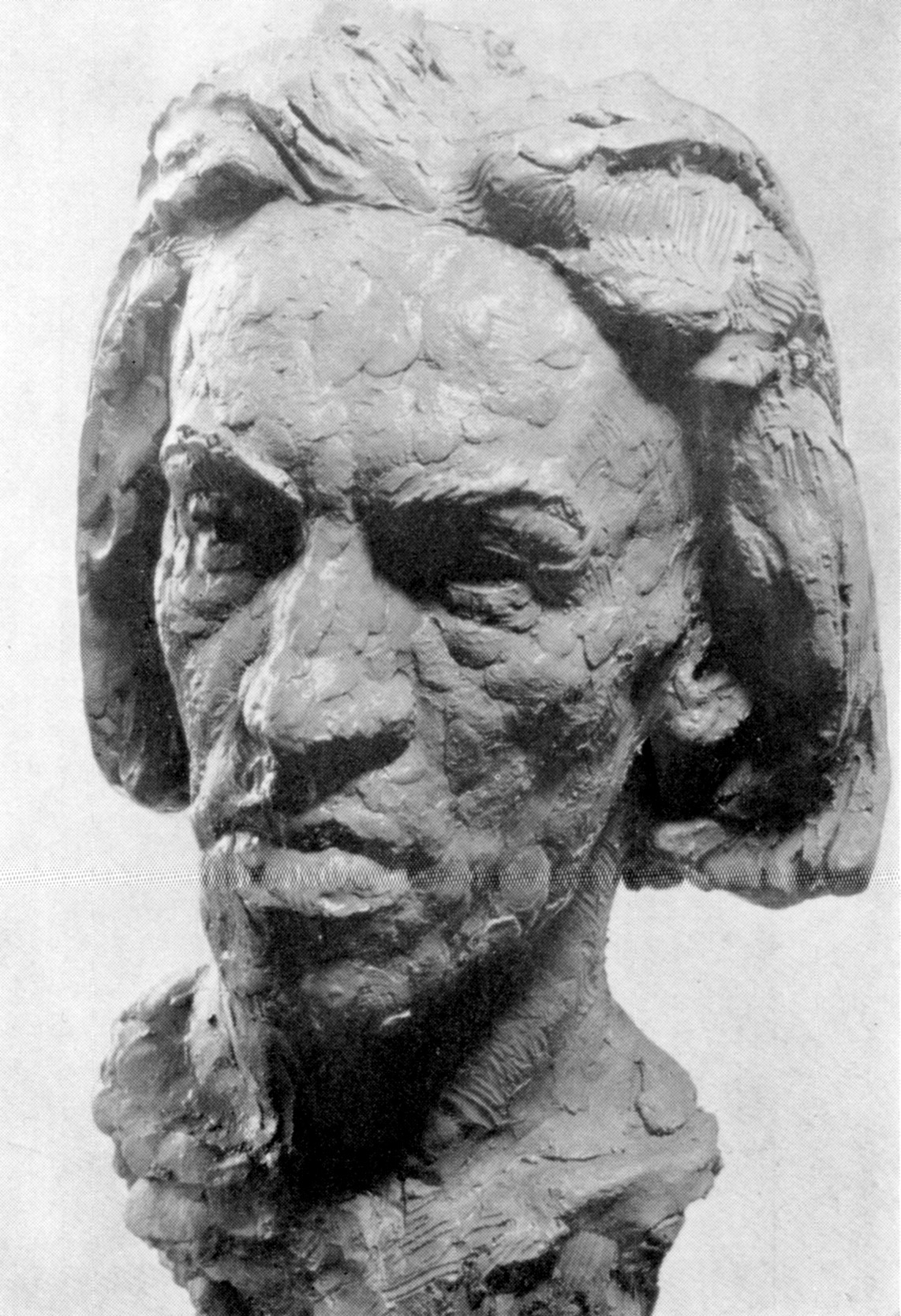
Büste von Blaise Cendrars (ca. 1911) von August Suter

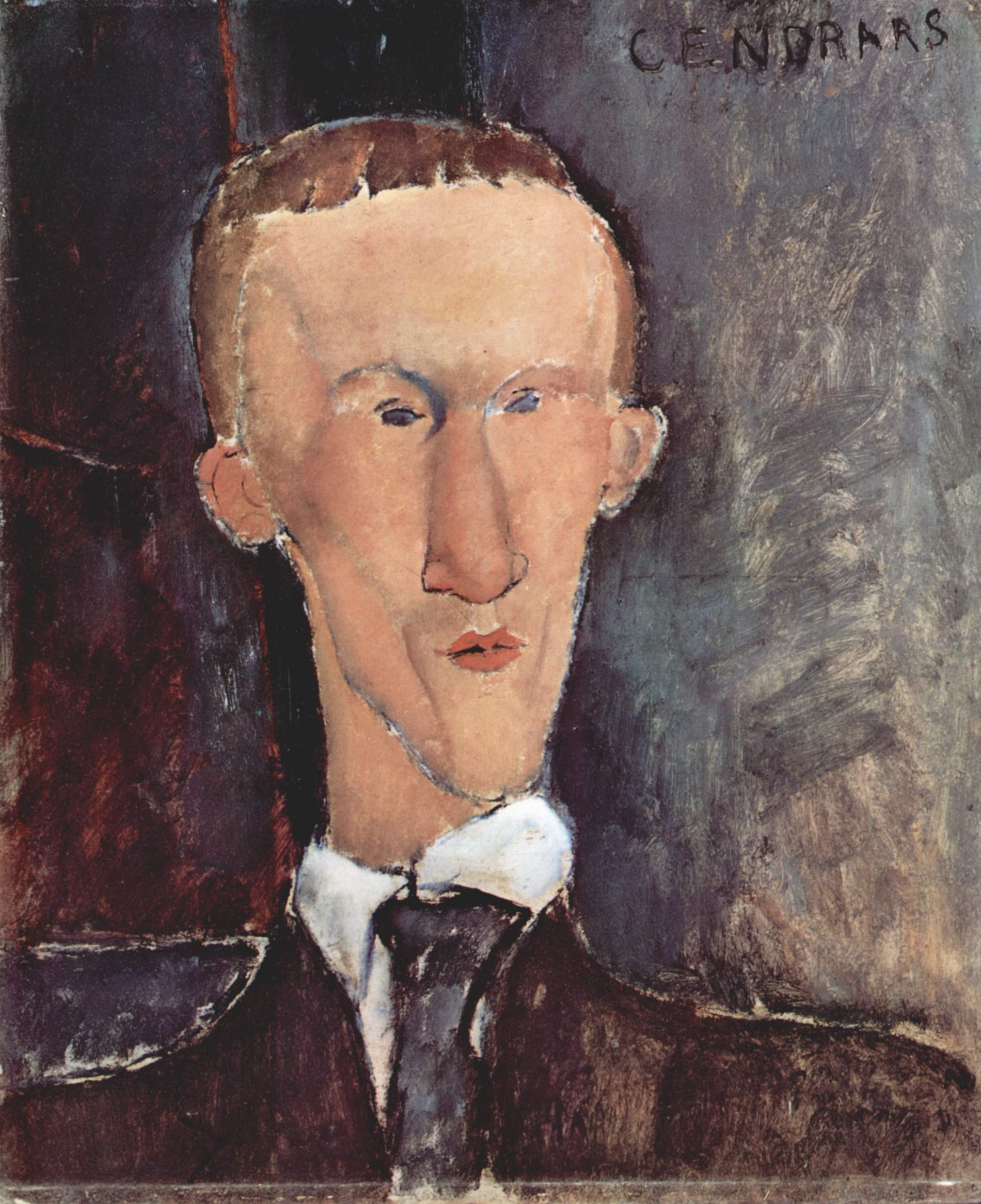
Amedeo Modigliani: Blaise Cendrars, 1917, Öl auf Karton, 61 × 50 cm, Galleria Sabauda, Turin

Blaise Cendrars kam 1887 als Sohn des Georges-Frédéric Sauser, Uhrenkaufmann mit eigener Marke, und der Hotelierstochter Marie-Louise Sauser, geborene Dorner, von Küsnacht, im von der Uhrenindustrie beherrschten La-Chaux-de-Fonds zur Welt. Die Sauser stammten aus Sigriswil, wo sie Winzer waren, und waren von dort zunächst nach Bôle umgezogen, von wo der Vater nach La Chaux-de-Fonds ging. Frédéric war der jüngere Bruder des späteren Juristen Georges Sauser-Hall (1884–1966) und von Marie-Elise (* 1882). Die Familie bewohnte das bürgerliche Mehrfamilienhaus Rue de la Paix 27, in dem er geboren wurde. Die expandierende Stadt im Jura hatte neben einer grossen Arbeiterklasse und einer kleinen Schicht von Industriellen eine kaufmännische Mittelschicht, deren Aufgabe es war, die Uhren weltweit zu verkaufen. Der Vater versuchte sich 1894–1896 erfolglos als Bierimporteur in Neapel.
Die Schifffahrt nach Italien führte ab Frankreich vermutlich über das ägyptische Heliopolis, wo sein Vater ins Hotelgeschäft einzusteigen hoffte. Frédérics wechselhafte Schullaufbahn in Neapel, in Neuenburg ab 1896 und Basel ab 1897 brachte ihn am Basler Gymnasium «Unteren Realschule» mit dem lebenslangen Freund August Suter zusammen. Zuvor war er während einem Jahr auf einem deutschen Pensionat, denn wie viele Neuenburger mit Deutschschweizer Abstammung, sprach er kaum Deutsch. Von dort flüchtete er und behielt eine starke Abneigung gegen die Deutschen. 1902 zog die Familie nach Neuenburg. Frédéric blieb der Ecole de commerce häufig fern, stets lockte der Neuenburgersee.
Der Vater schickte ihn von Dezember 1904 bis April 1907 nach Moskau. Tante Bertha Sauser (1847–1936), die als Gouvernante bis 1913 dort lebte, vermittelte ihm ein zweijähriges Visum und die Stelle eines Commis bilingue beim Schweizer Juwelier Henri-Albert Leuba in Sankt Petersburg, wo er im Januar 1905 zu arbeiten begann. Später stellte Cendrars die Reise gerne als abenteuerliche Flucht dar und trug so zur Mythenbildung um seine Person bei. Dort wurde er dann aber Zeuge der blutig beendeten Revolution von 1905, Eindrücke, die später in den Roman Moravagine einflossen. In der Newa-Metropole lernte er Hélène Kleinmann kennen und lieben. Ab dem 21. April 1907 war er zurück in Basel.
Die Nachricht vom Unfalltod bzw. Suizid Hélène Kleinmanns ereilte ihn Ende Juni 1907, seine «Verlobte» sollte ihn auch literarisch nicht loslassen. Bedeutend dürfte die fürchterliche Todesursache der jungen Frau gewesen sein: sie verbrannte in ihrem Bett. Im Jahr darauf starb seine Mutter, er war tief betrübt. Er begann ein Medizin- und dann ein Literaturstudium an der Universität Bern, wo er die Polin Félicie (Féla) Poznanska (1885–1943) aus Łódź kennenlernte. Féla Poznanska war jüdisch. Viele junge Frauen aus Russland und dem russisch beherrschen Polen kamen damals für das Frauenstudium in die Schweiz.
1909 heiratete der Vater die viel jüngere Geliebte. Cendrars und seine Geschwister warteten auf die Toterklärung eines in Texas verschollenen Onkels, ein Erbe seiner Grossmutter Marie Breiting († 12. März 1909) blieb aus. Er hatte Geldsorgen, wollte nicht in die Armee, das Studium verlief im Sand. Die nächsten Aufenthalte waren Brüssel und London. 1910 kam das Paar nach Paris. Sie bewohnten ein ärmliches Hotel, Rue Saint-Jacques 216. Im Juni 1911 ging er allein ins Petersburger Strelna, um Französisch zu unterrichten, doch bereits am 21. November 1911 schiffte er sich auf der Birma im baltischen Hafen Libau (heute Liepāja) nach New York ein, wo Félicie seit einiger Zeit bei ihrer Schwester lebte. Als sie in einer Modern School nach der Pädagogik von Francesc Ferrer unterrichtete, verfasste in einer einzigen Nacht sein erstes langes Gedicht Les Pâques à New York (Ostern in New York), das er erstmals unter seinem Künstlernamen Blaise Cendrars veröffentlichte. Das Gedicht war Teil der Trilogie Du Monde entier. Félicie verdiente wenig in der von Anarchisten eingerichteten Schule, weshalb er sich daneben als Schneiderei- und Bibliotheksgehilfe verdingte, in einem koscheren Schlachthaus arbeitete oder sich als Kino-Pianist durchschlug. Am 6. Juni 1912 kehrte er, anscheinend freiwillig, auf einem Ausschaffungsschiff für auf Ellis Island abgewiesene Einwanderer nach Frankreich zurück. Félicie blieb in den USA.
In Paris gründete er mit Emil Szittya und Marius Hanot die Zeitschrift Les Hommes nouveaux, die nach drei Nummern endete. Sein erstes Buch erschien und brachte ihn in Kontakt mit Künstlern. Bald pflegte er Umgang mit Guillaume Apollinaire, Marc Chagall, Robert und Sonia Delaunay, Fernand Léger, Henry Miller, Amedeo Modigliani, Max Jacob oder Pablo Picasso, mit denen er teilweise eng verbunden war. Auch mit dem anderen erfolgreichen Chauxdefonnier, Le Corbusier, wurde er bekannt, wobei die beiden Männer später unterschiedlichen Weltanschauungen angehörten. 1913 illustrierte Sonia Delaunay sein Buch La Prose du Transsibérien et de la Petite Jehanne de France, das von der Kritik verrissen wurde. Im Frühling 1913 kam Félicie nach Frankreich. Sie fanden ein Heim in Forges-par-Barbizon, dann in Saint-Martin-en-Bière. 1914 heirateten sie. Das Paar bekam die Kinder Odilon, Rémy und Miriam.
Bei Ausbruch des Ersten Weltkriegs im Sommer 1914 verzichtete Cendrars nicht nur auf die von der Schweizer Konsularabteilung kostenlos angebotene Evakuierung per Sonderzug in die Schweiz, sondern meldete sich sogleich als Freiwilliger bei der Französischen Fremdenlegion. Mit Ricciotto Canudo, Josef Czaki und 15 weiteren Ausländern signierte er mit Erscheinungsdatum vom 2. August 1914 im Le Figaro und Le Temps einen Aufruf an Ausländer namens Un appel aux amis de la France (dt. Ein Aufruf an die Freunde Frankreichs), freiwillig in die französische Armee einzutreten. Er war an der Front in der Somme (secteur de Frise und secteur de Tilloloy), danach in den Vogesen und ab dem 25. September 1915 in der Champagne-Offensive. Während eines Angriffs am 28. September 1915 verlor er als Korporal den rechten Arm. Nun intensivierte er seine Bemühungen um Einbürgerung. 1916 musste er sich als Folge der Amputation einer neuen Operation unterziehen. Mit der linken Hand zu schreiben fiel dem Rechtshänder zuerst schwer. Der Armstummel blieb fortan vor Fotografen verborgen, in der Linken eine Zigarette.
Am 16. Februar 1916 erhielt er die französische Staatsbürgerschaft. Auch seine Frau Félicie Poznanska wurde eingebürgert. Mit dem Vater, dieser mit zwei neuen Kindern, 1918 wieder Witwer, und zur Schwester, unterhielt er keinen Kontakt mehr. Erst 1946 sollte Cendrars wieder in die Schweiz reisen. 1917 arbeitete er mit dem Regisseur Abel Gance bei dessen Film J’accuse – Ich klage an, in dem er als Statist auftrat. Eine erneute Zusammenarbeit folgte 1920 für den Film La Roue. 1917 lernte er die junge Schauspielerin Raymone Duchâteau (1896–1986) kennen, mit der ihn eine «idealisierte Liebe» verband und die er 1949, nach einigen Jahren der Trennung von ihr, in zweiter Ehe heiratete. Ab 1918 leitete er den Verlag Éditions de La Sirène in Paris. 

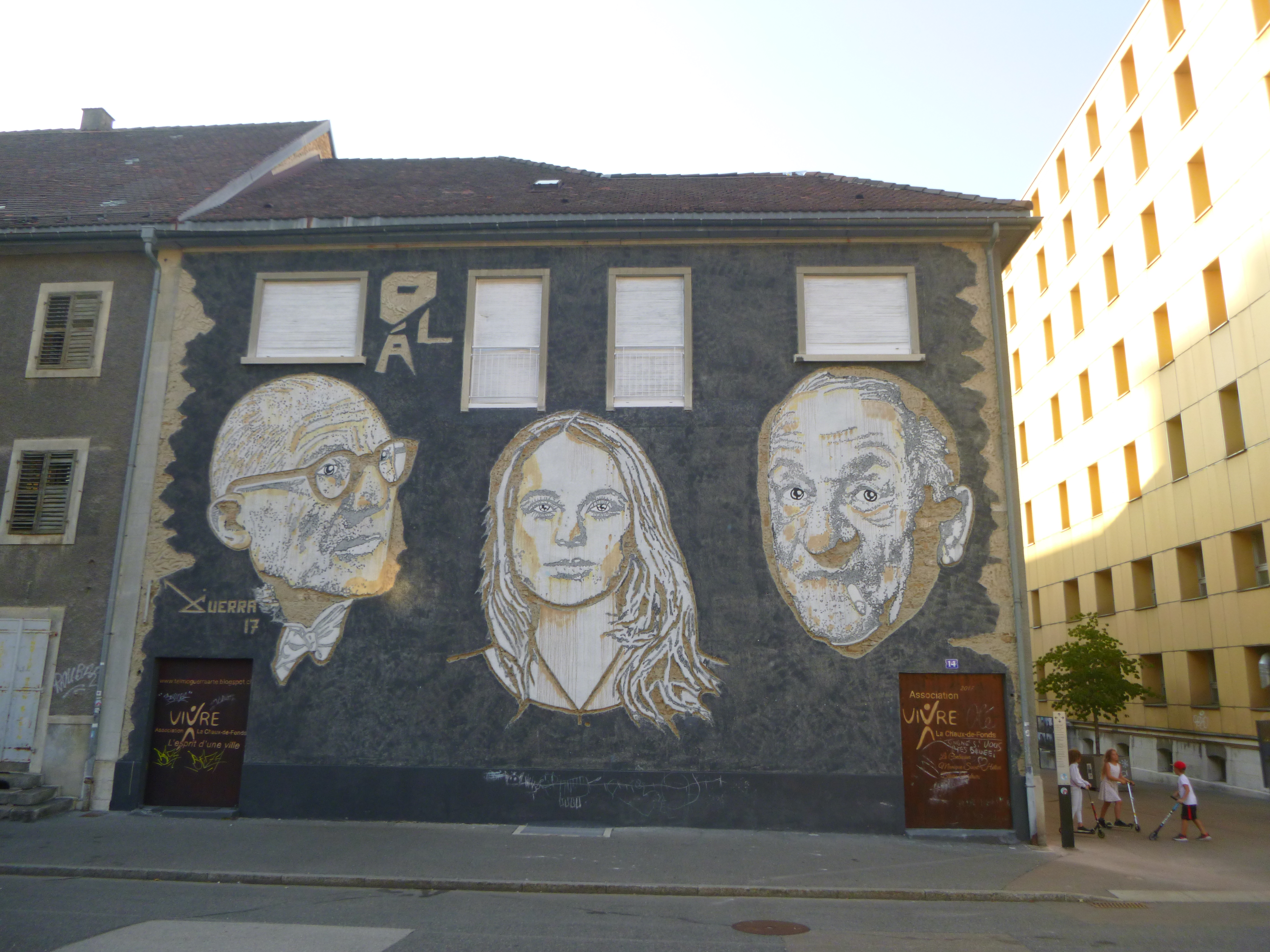
In die Wand gebohrte Streetart des Portugiesen Telmo Guerra in La Chaux-de-Fonds: Le Corbusier, Monique Saint-Hélier und Blaise Cendrars, die drei bekanntesten Künstler der Uhrmachermetropole.

1921 war er in Rom und 1931 in Spanien und im Auftrag es Presseunternehmers Pierre Lazareff als Reporter in vielen weiteren Ländern. Auf Einladung des Mäzens Paulo Prado reiste er 1924, 1926 und 1927–1928 drei Mal nach Brasilien, wo er mit den Modernistas zusammentraf. Seine Eindrücke verarbeitete er in Feuilles de route, das die brasilianische Malerin Tarsila do Amaral illustrierte. 1932 bis 1936 schrieb er für Lazareffs Paris-Soir. Weitere Artikel Cendrars’ druckte die Zeitung Excelsior und die Zeitschriften Orbes und Gringoire. Die Ausrichtung von Gringoire war rechtsextrem, doch veröffentlichten dort auch andere Trittbrettfahrer wie die berühmte Colette, Schriftsteller mussten schliesslich auch essen. 1936 erhob Cendrars Plagiatsklage in Deutschland gegen den Regisseur Luis Trenker, weil dieser im Film Der Kaiser von Kalifornien Cendrars’ Romanstoff von Gold verwendet hatte, ohne Cendrars als Autor zu berücksichtigen, so wie es hingegen im selben Jahr James Cruze für den Film Sutter’s Gold getan hatte.
Der Kriegsausbruch verunmöglichte weitere juristische Schritte. In der Zeit der sogenannten Drôle de guerre (September 1939 bis Mai 1940) arbeitete er als Korrespondent für die britische Armee. Im Zweiten Weltkrieg waren seine beiden Söhne Kriegsgefangene in Deutschland. Die deutschen Besatzer vernichteten seine Reportagensammlung Chez l’armée anglaise (1940), über seine Zeit in der britischen Armee. Die Kriegszeit verbrachte er aus Schmerz und aus Empörung über den Waffenstillstand Frankreichs mit Nazi-Deutschland nach dem Juni 1940 zurückgezogen im südfranzösischen Aix-en-Provence und Villefranche-sur-Mer. Bis ins Jahr 1943 stellte er seine literarische Produktion ganz ein. 1943 starb seine erste Frau Félicie Poznanska, von der er seit dem 16. Juli 1938 geschieden war. Sein Sohn Rémy verunfallte 1945 bei einer Schiessübung in Meknès in Französisch-Marokko tödlich. Am 31. August 1945 endete sein Schweigen. Mit dem Erscheinen des Romans L’Homme foudroyé beim Verleger Robert Denoël begann er eine Reihe von Werken, in denen er seine Lebenserinnerungen aufarbeitete.

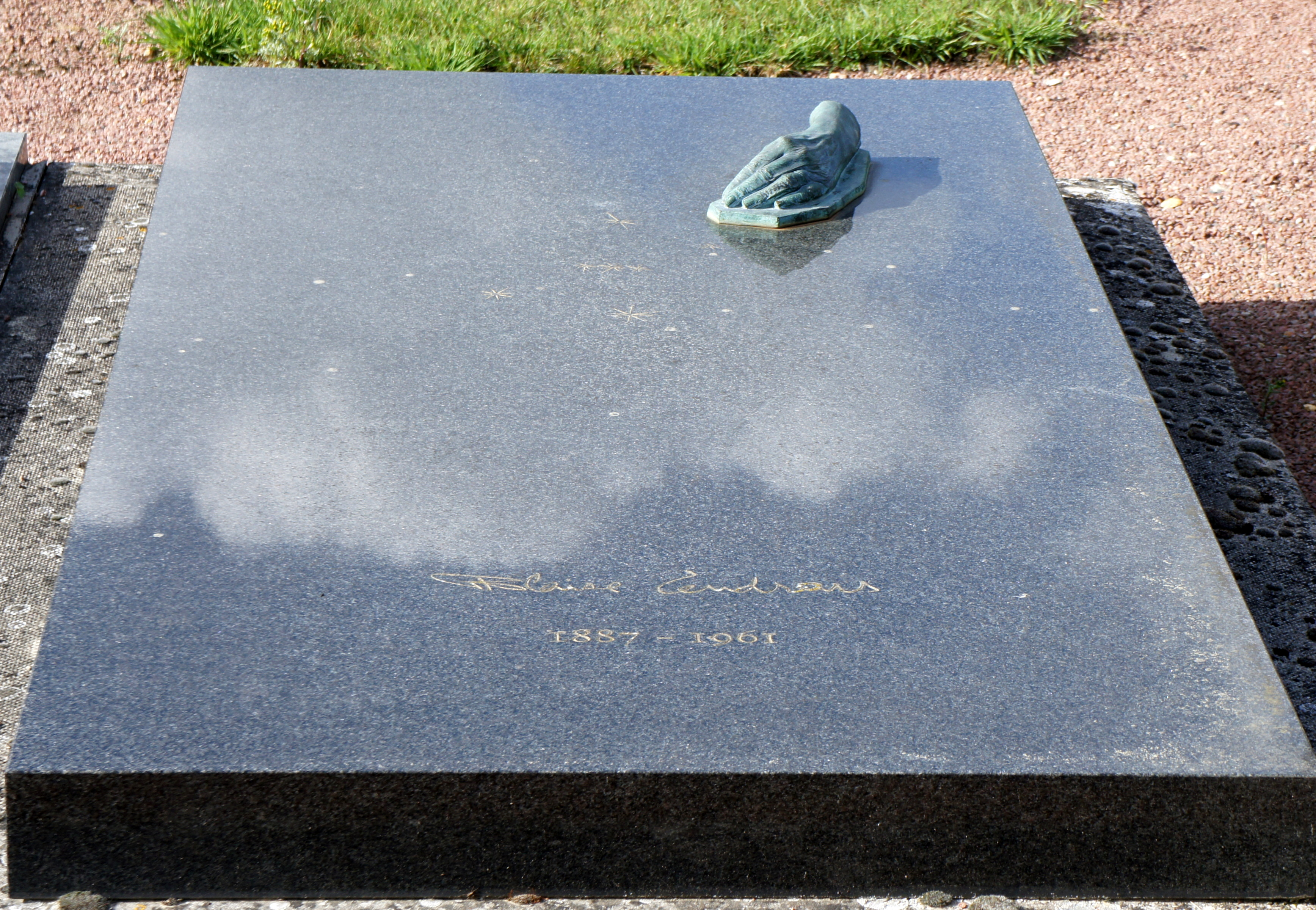
Grabstein in Le Tremblay-sur-Mauldre

Ab 1950 lebte Blaise Cendrars in Paris, wo er für das Radio zu arbeiten begann. Mit dem Lausanner Verleger Albert Mermoud begann er eine Freundschaft, wodurch 1949 mit Robert Doisneau, der ihn zuvor in Aix-en-Provence portraitiert hatte, der Fotoband La Banlieue de Paris über die südliche Vorstadt Villejuif und die Welt der sogenannten kleinen Leute entstand, für den er den Text lieferte. In Mermouds Verlag Guilde du livre erschienen auch Bourlinguer (1953), L’Or (1955), Vol à voile (1960) und Moravagine (1961) in einer Neuauflage. Im Juli 1956 hatte Blaise Cendrars einen ersten Schlaganfall, dem im Sommer 1958 ein weiterer folgte, er schrieb danach nur noch mit Mühe. Er starb 1961 in Paris und wurde auf dem Friedhof von Le Tremblay-sur-Mauldre begraben. Sein Grabstein ziert die – verlorene –  Hand des Schriftstellers.

## Ehrungen
- 7. Januar 1959: Ernennung zum Kommandeur der Ehrenlegion durch den Kulturminister André Malraux.[8]
- 1999 hat seine Geburtsstadt La Chaux-de-Fonds das Gymnasium Lycée Blaise-Cendrars nach ihm benannt.[4]

## Werk
Sein schriftstellerisches Gesamtwerk umfasst etwa 40 Bände. Die deutschsprachigen Ausgaben wurden – abgesehen von Gold, seinem Roman über Johann August Sutter – zuerst vom Georg Müller Verlag, dann vom Verlag Karl Rauch und vom Arche Verlag und später vom Lenos Verlag herausgegeben. Sein Nachlass befindet sich im Schweizerischen Literaturarchiv in Bern.

### Gedichte in deutscher Übersetzung
- Die Legende von Novgorod (1909 in russischer Sprache veröffentlicht, bis 1995 verschollen[3])
- Poesie. Rauch, Düsseldorf 1962.
- Gedichte I–III. Französisch-Deutsch. 3 Bände, Arche, Zürich 1976/77/78
- Die Prosa von der Transsibirischen Eisenbahn und der kleinen Jehanne von Frankreich. Lenos, Basel 1998, ISBN 3-85787-273-X.
- Ich bin der Andere. Gesammelte Gedichte. Lenos, Basel 2004, ISBN 3-85787-347-7.

### Prosa in deutscher Übersetzung
- Gold. Die fabelhafte Geschichte des Generals Johann August Suter (L’or, La merveilleuse histoire du général August Suter, 1925). Deutsch von Ivan Goll. Rhein, Basel 1925 & Arche, Zürich 1998, ISBN 3-7160-2053-2.
- Moravagine. Roman. Berechtigte Übersetzung von L. Rademacher. Georg Müller Verlag 1928
- Wind der Welt (À l’aventure, 1958). Vorwort Henry Miller. Karl Rauch, Düsseldorf 1960 & Suhrkamp, Frankfurt 1990
- Kleine Negermärchen. Rauch, Düsseldorf 1961.
- Madame Thérèse. Roman. Rauch, Düsseldorf 1962.
- Dan Yack (1929 zweiteilig erschienen: Le Plan de l’Aiguille und Les Confessions de Dan Yack). Rauch, Düsseldorf 1963; Arche, Zürich 1988, ISBN 3-7160-2056-7. Neuausgabe: Übersetzung von Jürgen Schroeder. Atlantis, Zürich 2025, ISBN 978-3-7152-5032-8.
- Der alte Hafen. Autobiographische Erzählungen. Rauch, Düsseldorf 1964; Arche, Zürich 1975.
- Weihnacht an allen Enden der Welt (Noëls aux quatre coins du monde, 1953). Arche, Zürich 1975.
- Gleitflug. Erzählungen. Arche, Zürich 1976.
- Rum. Roman. Arche, Zürich 1977 und 1988, ISBN 3-7160-2078-8.
- Abhauen. Erzählung (Partir, 1952). Lenos, Basel 1987; als Taschenbuch 1998, ISBN 3-85787-646-8.
- Im Hinterland des Himmels. Zu den Antipoden der Einheit. (L’eubage, 1926). Lenos, Basel 1987, als Taschenbuch 1999, ISBN 3-85787-650-6.
- Brasilien. Eine Begegnung (Le Brésil, 1952). Lenos, Basel 1988, als Taschenbuch 2001, ISBN 3-85787-665-4.
- John Paul Jones. Die Geschichte seiner Jugend. Romanfragment. Lenos, Basel 1990, ISBN 3-85787-194-6.
- Auf allen Meeren. (Bourlinguer, 1948) Lenos, Basel 1998, ISBN 3-85787-274-8, als Taschenbuch 2008, ISBN 978-3-85787-714-8.
- Am Mikrofon. Gespräche mit Michel Manoll. (Blaise Cendrars vous parle... 1952) Lenos, Basel 1999, ISBN 3-85787-283-7.
- Die Signatur des Feuers. (L’homme foudroyé, 1945) Lenos, Basel 2000, ISBN 3-85787-300-0.
  - Teilausgabe als: Zigeuner-Rhapsodien. Karl Rauch, Düsseldorf 1963
    - Auszug daraus: Die Mutter. Dialog. Vendetta. Goldmann, München 1965[17] S. 176–196.
- Reisen im Rückwärtsgang. Zwei Dichter unterwegs mit der Transsibirischen Eisenbahn (mit Kurt Drawert). Arche, Zürich 2001, ISBN 3-7160-2282-9.
- Die rote Lilie (La main coupée, 1946). Lenos, Basel 2002, ISBN 3-85787-327-2.
- Rhapsodie der Nacht (Le lotissement du ciel, 1949). Lenos, Basel 2008, ISBN 978-3-85787-383-6.
  - Auswahl in: Der neue Schutzpatron der Flieger. Bericht und Lobpreisung. Arche, Zürich 1980.
  - Teilausgabe als: Sternbild Eiffelturm. Arche, Zürich 1982
- Abhauen Erzählung. Illustrationen von Harald Häuser. Molokoprint Verlag, 2017, ISBN 978-3-943603-23-1.

### Hörspiele
- Hörspiele. Filme ohne Bilder. Rauch, Düsseldorf 1965.

### Verfilmungen
- Ein 100% brasilianischer Film. 1985.

### Ballett
- La Création du monde, 1923, Musik von Darius Milhaud

### Bildbände
- mit Robert Doisneau: La Banlieue de Paris. La Guilde du Livre, Lausanne 1949.